# أحمد الشامي
أحمد الشامي مطرب مصرى، شارك في تأسيس فرقة واما الغنائي، قام باداء العديد من الأغاني بطريقة الفيديو كليب، ثم شارك في فيلم الأكاديمية كأول أعماله السينمائية.

## أعمالة الفنية في مجال الغناء

### أغاني منفردة
- أغنية «انا بحبك» من فيلم الأكاديمية (2009)

### ألبومات مع فرقة واما
- يا ليل (2004)
- ياغالي عليا (2006)
- رايحه جايه (2010)

## أعماله السينمائية

### الأفلام
- اللعبة الأمريكاني (2019)
- الأكاديمية (2009)

### المسلسلات
- أماكن في القلب (2005)
- العندليب (2006)
- نابليون والمحروسة (2012)
- اسم مؤقت (2013)
- فض اشتباك (2013)
- مسلسل كلمة سر (2016)
- بيت السلايف (2018)
- مسلسل فرصة ثانية (2020)
- مسلسل حكايات بنات (2017)
- مسلسل الاصلي (2023)

## وصلات خارجية
- أحمد الشامي على موقع قاعدة بيانات الأفلام العربية